# Красильников, Павел Александрович
Павел Александрович Красильников (23 декабря 1903 — 19 октября 1966) — советский инженер-конструктор. Лауреат Сталинской премии (1949). Занимался проектированием и строительством общественных и жилых зданий в Москве.

## Биография
Родился 23 декабря 1903 года в городе Княгинино (ныне в Нижегородской области). Окончил МВТУ, после чего с 1929 по 1933 год работал инженером в трестах Строитель и Моспроект. С 1933 года — главный инженер 2-й Архитектурно-проектной мастерской Моссоветаа. В 1940—1944 годах — главный инженер Архитектурно-планировочного управления. В 1944 году был назначен начальником технического управления Комитета по делам архитектуры при Совете министров СССР. Был членом Государственного архитектурного совета Комитета. В 1947 году вступил в КПСС. В 1949—1954 годах был заместителем начальника технического управления Мосгорстроя. С 1951 года работал в Госстрое на руководящих должностях: заместителем начальника и начальником Отдела норм проектирования, стандартизации и научно-исследовательских работ, в последние годы — начальником Управления технического нормирования и стандартизации. На протяжении нескольких лет был ответственным секретарем правления Союза архитекторов СССР.
Был главным конструктором ряда зданий в Москве. В частности, был главным инженером инженером проекта и автором конструкций здания гостиницы «Украина». Являлся инициатором скоростного метода строительства, основанного применении сборных конструкций. Под его руководством был разработан ряд государственных стандартов на основные строительные материалы, детали и оборудование, а также строительные нормы и правила по проектированию и строительству предприятий, зданий и сооружений. Автор более 10 научных трудов по расчётам. Участвовал в 7 архитектурных конкурсах.
Преподавал в Московском инженерно-строительном институте и в Московском архитектурном институте (доцент с 1934 года). Член-корреспондент Академии строительства и архитектуры СССР с 1957 года.
Жил в Москве по адресу: набережная Тараса Шевченко, 5. Умер 19 октября 1966 года. Похоронен на Ваганьковском кладбище.

## Награды и премии
- Сталинская премия 2-й степени — за разработку конструкции 32-, 26- и 20-этажных зданий, строящихся в Москве[7]
- Орден Трудового Красного Знамени[1]
- Орден «Знак Почёта» (13.07.1940) — за успешную работу по осуществлению Генерального плана реконструкции Москвы[8]
- медали[1]